# Augustiner-Eremiten-Kloster (Einbeck)

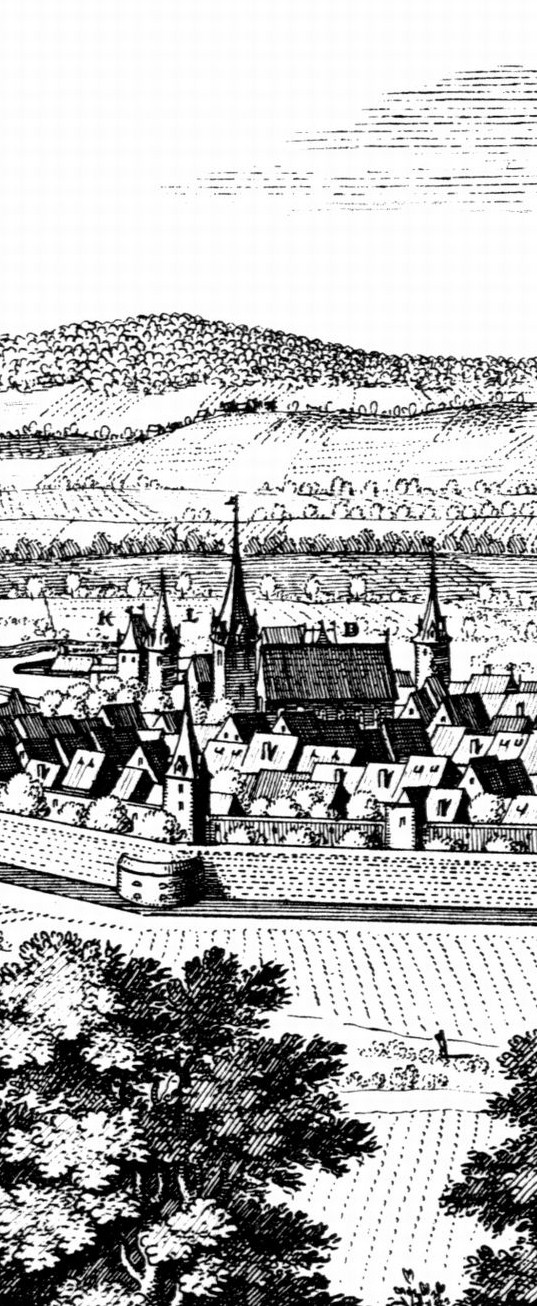
Klosterkirche der Augustiner Mönche im Jahr 1654

Das Augustiner-Eremiten-Kloster, lateinisch conventus fratrum heremitarum S. Augustini, war ein mittelalterliches Kloster in Einbeck.

## Lage
Es lag in der östlichen Altstadt zwischen der Langen Brücke und dem Ostertor auf dem heutigen Möncheplatz vor der Brüdernstraße. An die Lage des Klosters im Osten der Altstadt erinnert heute noch die Bezeichnung „Möncheplatz“. Der Platz wird heute als Parkplatz genutzt.

## Geschichte

### Wirken in und bei Einbeck
Ende des 13. Jh. wurde das Kloster von nicht überlieferten Stiftern gegründet. Die Mönche trugen schwarze, wollene Kleidung. Es besaß eine bedeutende Bibliothek. Die Kirche diente als Erbbegräbnisstätte der Herren von Berckefeldt und anderer Adeliger. Sie wurde nach dem Stadtbrand von 1540 wiederhergestellt, nach der Reformation als Lager genutzt und letztlich Mitte des 18. Jh. wegen Baufälligkeit abgerissen.
Die Priester halfen bei der Seelsorge und mit Predigten in der Umgebung aus; für das Bistum Hildesheim erteilte Bischof Johann 1363 eine Weisung zur Zulassung dafür.
Der Orden war ein Mendikantenorden und hatte wenig Grundvermögen. Er hatte einige Gärten bei Einbeck und einige Grundstücke bei Detnissen (Wüstung bei Lauenberg), die er 1409 vom Kloster Corvey erhalten hatte. Ab 1385 erwarb der Orden zwei Hufe Land bei dem Dorf Holtershausen, das schließlich 1508 ganz in dessen Besitz kam. Zusammen mit dem Abtshof unweit von Holtershausen, den er ab 1421 erhielt, hatte der Orden hier seinen größten Besitz. Etwas Kapital war beim St.-Blasien-Kloster hinterlegt. Das Kloster lebte von Almosen innerhalb seines Bezirkes, den der Provinzial Henricus 1316 auf das Gebiet östlich der Weser und südlich der Poppenburg festgelegt hatte, um es gegen den nordwestlich davon liegenden Bezirk des Augustinerklosters Herford abzugrenzen. Der Chronist Johannes Letzner berichtet in seiner Dasselischen und Einbeckischen Chronica von 1596, dass der Mönch Heinrich dem Kloster sein von den Eltern geerbtes Haus der Bäckergilde schenkte (das Brodhaus auf dem Einbecker Marktplatz), unter der Bedingung, dass diese jährlich für ewige Zeiten allen Pfarrkirchen im Umkreis von zwei Meilen kostenlos Hostien für das Abendmahl liefern sollte.
Die 1529 in der Stadt eingeführte Reformation führte zur allmählichen Auflösung des Konvents. Im 18. Jahrhundert wurde das Kloster wegen Baufälligkeit abgerissen.

### Wirken in Hildesheim
1423 kauften die Mönche vom Kapitel des Hildesheimer St.-Andreas-Stiftes für 70 rheinische Gulden in Hildesheim die Stätte der St.-Aegidien-Kapelle in der Gasse Lederhagen als Terminei. Im Vorjahr war diese an die bischöfliche Kapelle am Domhof verlegt worden, da sich in dem auch Kantorgasse genannten Lederhagen wiederholt suspekte Personen aufgehalten haben sollten. Die Mönche nutzten das Gebäude als Stützpunkt auf Reisen. Der Kaufvertrag wurde erst 1437 voll wirksam, da sich St. Andreas bis dahin ein Rückkaufsrecht vorbehalten hatte. Die letzte urkundliche Erwähnung der Terminei stammt aus der 2. Hälfte des 15. Jh.; das Jahr ihrer Schließung ist nicht überliefert.

### Siegel
Das Siegel des Klosters zeigte unten ein aus sieben Bogen bestehendes und mit gotischen Verzierungen versehenes Bauwerk. Unter dem mittleren Bogen war eine sitzende Figur mit Schwert und Rad. Oben zeigte das Siegel zwei Gebäude von der Giebelseite mit drei Türen. Unter den Dächern war je eine Halbfigur mit Schlüssel und Buch bzw. Schwert und Buch. Die Umschrift des Siegels lautete: „S. conventus fratrum heremitarum ordinis S. Augustini in Embeke“.